# Trimenia (papillon)
Pour les articles homonymes, voir Trimenia.
Genre
Répartition géographique
Trimenia est un genre de lépidoptères (papillons) de la famille des Lycaenidae qui se rencontrent dans le Sud de l'Afrique.

## Systématique
Le genre Trimenia a été créé en 1973 par les entomologistes Gerald Edward Tite (d) (1904–1987) et Charles Gordon Campbell Dickson (d) (1907-1991).

## Liste des espèces
Selon FUNET Tree of Life (1 novembre 2020) :
- Trimenia argyroplaga (Dickson, 1967)
- Trimenia macmasteri (Dickson, 1968)
- Trimenia malagrida (Wallengren, 1857)
- Trimenia wallengrenii (Trimen, 1887)
- Trimenia wykehami (Dickson, 1969)